# Người Kazakh
Người Kazakh (cũng viết là người Kazak hay Qazaq; tiếng Kazakh: қазақтар [qɑzɑqtɑr]; tiếng Nga: казахи; tiếng Trung: 哈萨克族; Hán-Việt: Cát Táp Khắc tộc; bính âm: Hāsàkè zú) là một tộc người Turk ở các khu vực phía Bắc của Trung Á. Họ là dân tộc chính của Kazakhstan với tỉ lệ chiếm 66% dân số, ngoài ra còn có ở nhiều nơi của Uzbekistan, Trung Quốc, Nga và Mông Cổ. Họ nổi tiếng có tình yêu tự do mãnh liệt, giỏi cưỡi ngựa, săn bắn bằng những con đại bàng bán thuần dưỡng.
Dân số người Kazakh khoảng 15,7 triệu người theo Joshua Project năm 2019, sinh sống tại 25 nước . Tại Kazakhstan người Kazakh là dân tộc chính với 12.764.821 người, trong tổng dân số 18,8 triệu vào đầu năm 2020.
Người Kazakh nói tiếng Kazakh, là một ngôn ngữ thuộc ngữ hệ Turk.
Người Kazakh vốn là hậu duệ của các bộ lạc Thổ như người Argyn, người Khazar, người Qualuq; các bộ lạc Mông Cổ như người Nãi Man, người Khắc Liệt, người Dughlats, người Jalairs, đồng thời bao gồm hậu duệ của người Kipchak. Họ cũng là hậu duệ của các bộ lạc khác như người Hun. Thêm vào đó, người Kazakh cũng là hậu duệ của nhóm các tộc người du cư cổ xưa như người Sarmatian, người Saka và Người Scythia. Điểm chung của các tộc người này đó là họ đến từ Đông Âu, sinh sống một vùng đất giữa Siberia và Biển Đen và có để lại dấu tích ở Trung Á và Đông Âu khi đi xâm chiếm các vùng đất này trong các thế kỷ V-XIII.
Người Kazakh trở thành một trong những dân tộc chịu ảnh hưởng nặng nề nhất từ nạn đói ở Liên Xô trong các năm 1932-1933 với 37% tổng số người chết.